# Jean-Marie-Sauveur Gorini
Pour les articles homonymes, voir Gorini.
Jean Marie Sauveur Gorino dit Jean Marie Sauveur Gorini, né le 6 brumaire an 12 (29 octobre 1803) à Bourg-en-Bresse (Ain) et mort le 25 octobre 1859 à Saint-Denis-lès-Bourg (Ain), est un prêtre catholique, théologien et historien français, connu pour ses ouvrages régulièrement réédités.

## Biographie

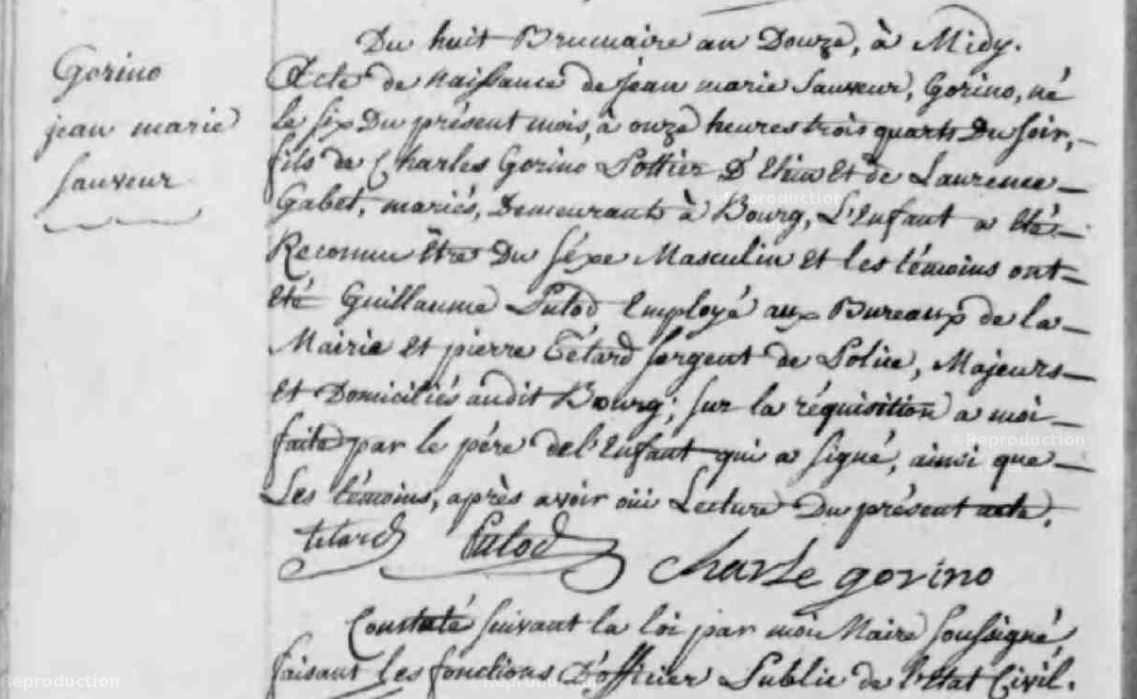
Acte de naissance de Jean Marie Sauveur Gorino.

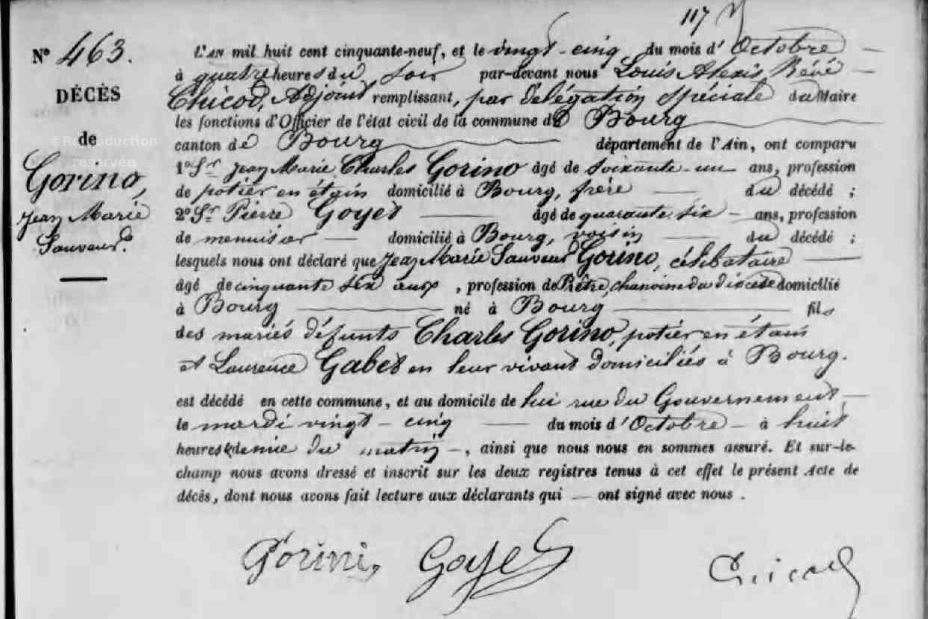
Acte de décès de Jean marie Sauveur Gorino.

Jean Marie Sauveur Gorino naît le 29 octobre 1803 à Bourg-en-Bresse dans le département de l'Ain du mariage  de Charles Carlo Giuseppe Gorino dit Gorini, potier d'étain à Bourg-en-Bresse et de Laurence Gabet,,.
Il fait ses études à Bourg-en-Bresse, au petit séminaire de Meximieux, à Lyon, puis au grand séminaire de Brou
Il est nommé vicaire à Nantua puis curé de La Tranclière, et enfin curé de Saint-Denis-lès-Bourg.
Nommé chanoine honoraire en 1856, une chaire d'histoire lui est proposée à Aix mais il préfère rester près de sa famille. Le 25 octobre 1859, il meurt chez son frère à la suite d'une crise cardiaque. Les maires de Saint-Denis et de Bourg-en-Bresse désirent conserver le corps dans leur commune. Finalement il va à Bourg-en-Bresse, le maire donne à la famille un terrain à perpétuité et finance les funérailles, auxquelles participent 50 prêtres.

## Publications
- Défense de l'Église contre les erreurs historiques de MM. Guizot, Aug. et Am. Thierry, Michelet, Ampère, Quinet, Fauriel, Aimé-Martin, etc., par l'abbé J.-M.-Sauveur Gorini, Lyon : Girard et Josserand, 1853.
L'ouvrage est régulièrement réédité : en 2010  (ISBN 978-1-14857-770-8), en 2018  (ISBN 978-0-27493-808-7), en 2019  (ISBN 978-1-01188-702-6)
- Mélanges littéraires extraits des Pères latins, ouvrage posthume de l'abbé J.-M.-S. Gorini,... édité sous la direction de M. J.-B. Martin,... par M. M.-F. Monier,... et Ate de Boudard, Avignon : A. de Boudard, 1864-1869.
L'ouvrage est réédité en 2010  (ISBN 978-1-14920-755-0), en 2011  (ISBN 978-1-27111-217-3), en 2012  (ISBN 978-1-27523-249-5), en 2018  (ISBN 978-0-27051-117-8)

## Hommages
En 1904, « Sous le nom de Société Gorini et sous le patronage du savant curé de La Tranclière,et de Saint-Denis est fondée à Bourg une association pour l’étude de l’histoire et de l’archéologie religieuses du diocèse de Belley ». La « Société nouvelle Gorini » lui succède en 1974.
En octobre 2003, un colloque est organisé dont l'intitulé est « Jean-Marie Gorini (1803-1859), un curé de campagne ». Les actes en sont publiés en 2005.
Une plaque en son hommage est apposée à Saint-Denis-lès-Bourg où il a été curé.

## Pour approfondir